# Poggersdorf
Poggersdorf (fino al 1896 Windisch Sankt Michael) è un comune austriaco di 3 138 abitanti nel distretto di Klagenfurt-Land, in Carinzia; ha lo status di comune mercato (Marktgemeinde). Nel 1973 ha inglobato parte del comune soppresso di Hörtendorf.